# 烏克蘭人口
烏克蘭最近一次人口普查是在2001年，下次人口普查將在2023年舉行。由於人口出生率過低，大約自蘇聯解體前後，烏克蘭的人口已經進入持續減少狀態。2014年1月時，烏克蘭有人口45,426,249人。俄羅斯人是烏克蘭最大的少數族裔。2001年人口普查時，烏克蘭人口的17.3%認為自己是俄羅斯人。烏克蘭也有相當多人口以俄羅斯語為母語。烏克蘭人大多信仰東正教。